# Schlinkert (Leimbach)
Schlinkert ist ein Weiler der Ortsgemeinde Leimbach im Eifelkreis Bitburg-Prüm in Rheinland-Pfalz.

## Geographische Lage
Schlinkert liegt rund 1 km nördlich des Hauptortes Leimbach auf einer Hochebene. Der Weiler ist von umfangreichen landwirtschaftlichen Nutzflächen sowie Waldgebieten im Osten und Westen umgeben. Südlich von Schlinkert fließt der Kandelsbach, östlich die Enz und nördlich einige Ausläufer der Enz.

## Geschichte
Einige Funde aus römischer Zeit in der Nähe von Leimbach lassen auf eine frühe Besiedelung des Areals durch die Römer schließen. Der Hauptort selbst entstand während der Rodungsphase im Mittelalter.
Zur genauen Entstehungsgeschichte des Weilers Schlinkert liegen keine Angaben vor. Bekannt ist jedoch, dass die Ansiedlung in der ersten Hälfte des 19. Jahrhunderts entstanden ist.
In Schlinkert existieren keine Kulturdenkmäler oder denkmalwerte Bauten.

## Wappen von Leimbach

Das Wappen der heute übergeordneten Gemeinde Leimbach wurde in Anlehnung an den Weiler Schlinkert entworfen und stellt diesen ebenfalls symbolisch dar.
Wappenbegründung: Das Wappen ist viergeteilt und zeigt in den Feldern 1 und 4 blaue Wellenbalken auf Silbergrund. Sie weisen auf den Rasbach und den Enzbach, zwei bestimmende Gewässer in der Gemarkung hin. Oben links befinden sich drei goldene Ähren auf rotem Grund; die Zahl drei verkörpert die drei Ortsteile Leimbach, Schlinkert und Weidendell. Der Eimer unten rechts bezieht sich auf die weitreichende Funktion und Bedeutung als Meierei und ist Sinnbild eines Abgabegefäßes. Die Grundfarben Silber und Rot weisen auf die luxemburgische Herrschaft Neuerburg hin, zu der Leimbach bis zum Ende des 18. Jahrhunderts gehörte.

## Naherholung
Die Region um Neuerburg ist aus touristischer Sicht besonders durch die zahlreichen Wanderwege attraktiv. In der Nähe von Schlinkert befinden sich ebenfalls einige Wanderrouten, die sich vor allem auf das nahegelegene Tal der Enz beziehen.

## Verkehr
Es existiert eine regelmäßige Busverbindung ab Leimbach bzw. ab dem Nachbarort Zweifelscheid.
Schlinkert ist lediglich durch eine Gemeindestraße erschlossen. Durch den Hauptort Leimbach verläuft die Landesstraße 10. Die Entfernung zur nächstgelegenen Stadt, Neuerburg, beträgt rund 5 km.